# Gudo TI
| TI ist das Kürzel für den Kanton Tessin in der Schweiz. Es wird verwendet, um Verwechslungen mit anderen Einträgen des Namens Gudo zu vermeiden. |

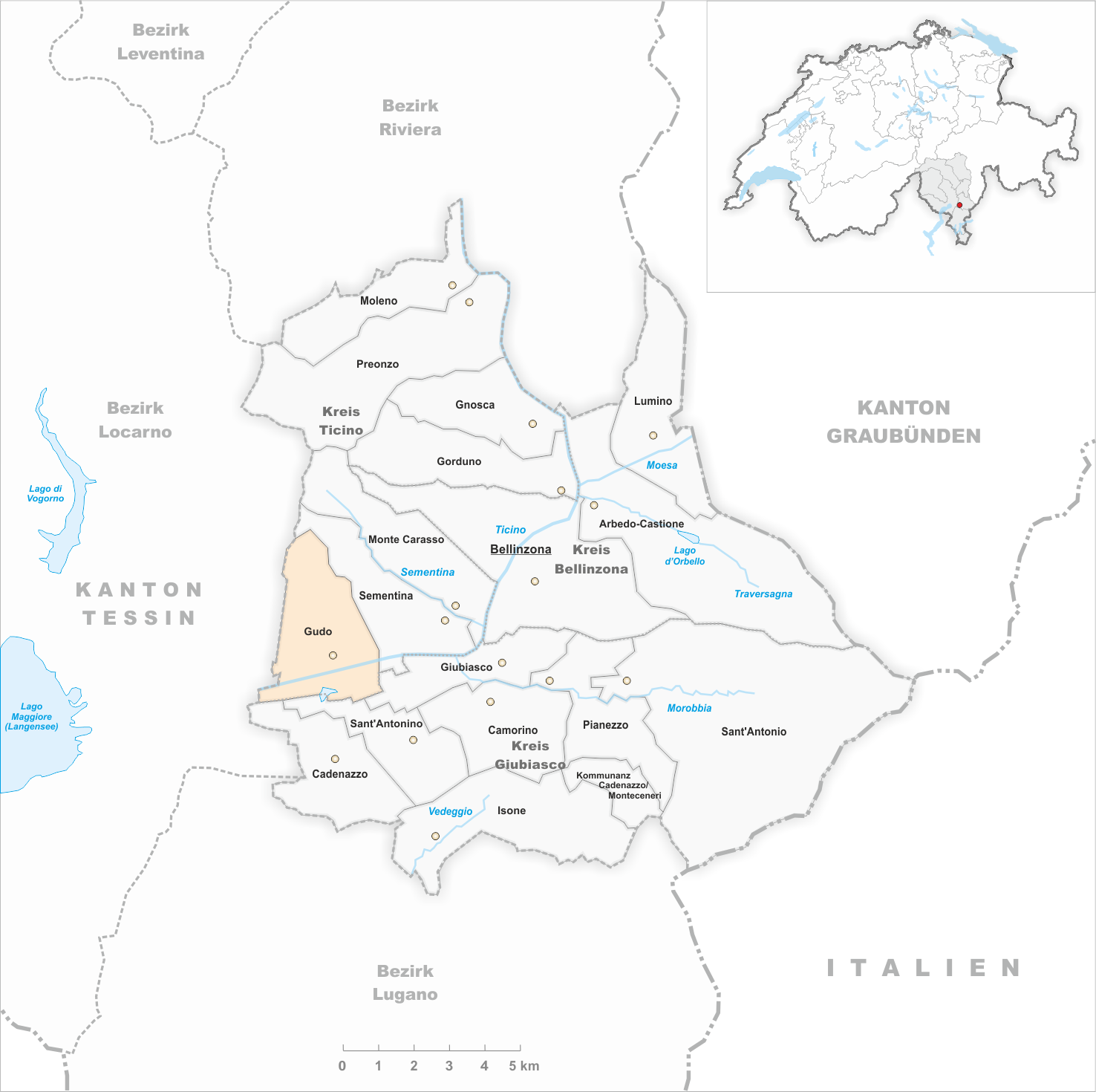
Gemeindestand vor der Fusion am 1. April 2017

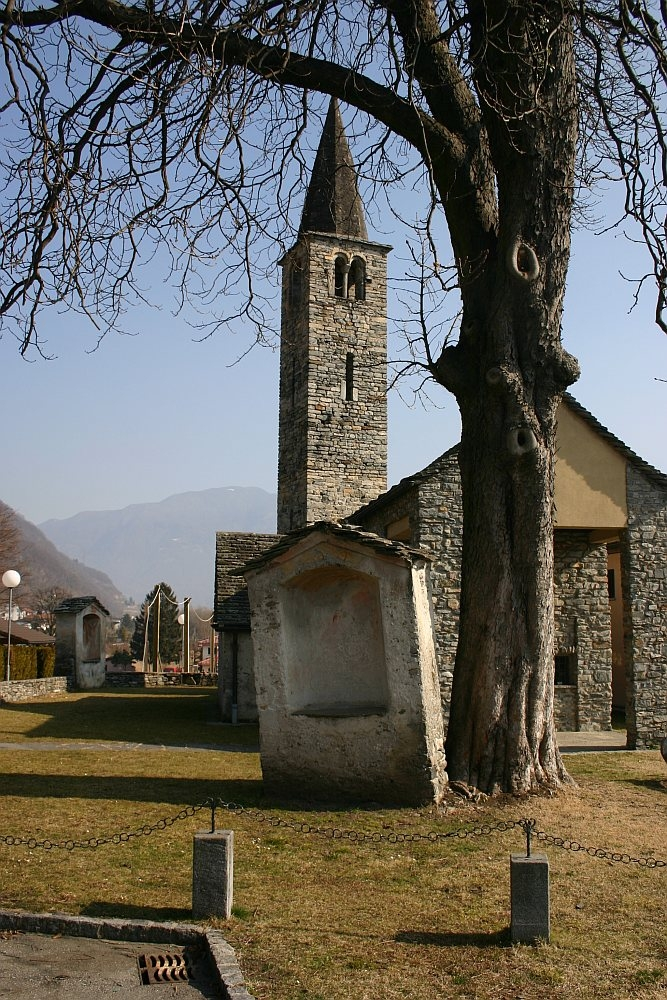
Kirche Santa Maria im Ortsteil Progero

Gudo (lombardisch Güd [gyd]) ist ein Ortsteil der Gemeinde Bellinzona im Schweizer Kanton Tessin. Bis zum 1. April 2017 bildete er eine selbständige politische Gemeinde.

## Geographie
Gudo liegt am Bergfuss auf der rechten Seite der Magadinoebene. Sein ehemaliges Gemeindegebiet wird vom Fluss Tessin durchflossen. Das Siedlungsgebiet von Gudo, dem südwestlichsten Ortsteil der neuen Gemeinde Bellinzona, liegt hauptsächlich auf der rechten Talseite, mit Ausnahme einiger Wohnstrassen, die jenseits der Via Cantonale in der Mitte des Talbodens abzweigen. Der Rest des Gebiets besteht aus einer bedeutenden Landschaft: im Norden sind es mit Weinreben bewachsene Hänge und Berghänge, während im Süden ein breiter landwirtschaftlicher Streifen dem Flusspark Saleggi-Boschetti vorausgeht. Der historische Kern, von dem nur einige verstreute ländliche Gebäude übrig geblieben sind, wurde fast vollständig durch Neubauten ersetzt, während die Via Cantonale, in der einige kommerzielle Aktivitäten angesiedelt sind, die Strassenachse bildet.
Am linken Ufer des Ticino befinden sich grosse landwirtschaftliche Flächen, die zum Piano di Magadino Park gehören.

## Geschichte
Funde lassen darauf schliessen, dass die Gegend möglicherweise schon in der frühen und späteren Bronzezeit (17.–12. Jahrhundert vor Christus) besiedelt war. Eine Nekropole mit über 300 Gräbern stammt zum grössten Teil aus der Eisenzeit. Die lepontische Nekropole in Gudo, die 1909 bei Aufschüttungsarbeiten am Fluss Tessin entdeckt wurde, war eine der wichtigsten archäologischen Entdeckungen im Kanton. Die Stätte wurde vom 6. bis zum 2. Jahrhundert vor Christus genutzt, wobei bereits Überreste aus der Bronzezeit vorhanden waren.
Die Nekropole bestand aus 306 Gräbern aus golasekischer und latenischer Zeit, terrassenförmig angelegten Mauern, Strassen, wahrscheinlich Altären und Scheiterhaufen. Mehr als 1500 Artefakte wurden in diesem Gebiet gefunden, die ein Bild von einer Bevölkerung vermitteln, die sich mit der Kontrolle von Handelsrouten sowie handwerklichen und landwirtschaftlichen Tätigkeiten beschäftigte.
2016 wurden auf dem Plateau des vom Progero gebildeten Kegels, unweit des Flusslaufs des Tessin, bei Ausgrabungen für den Bau eines neuen Wohnhauses Siedlungsspuren aus der Bronze- und Eisenzeit entdeckt.
Im Jahr 2017 wurden am Eingang zum Dorfkern Schwemmlandablagerungen identifiziert, von denen einige Spuren anthropischer Besiedlung aufwiesen, die durch Keramik- und Bronzefragmente, Mauerstrukturen, Feuerstellen und vermutlich Pfostenlöcher aus der Eisenzeit belegt sind. Diese erste Besiedlungsebene war durch eine imposante L-förmige Mauerstruktur gekennzeichnet, von der man annehmen kann, dass sie als Mauer oder zur Eindämmung des Flusswassers in diesem Gebiet diente.
Erstmals bezeugt findet sich das Dorf 1264. Damals verfügten die Johanniter von Contone, die Mensa des Bischofs von Como, die Kapitel Bellinzona und Locarno und die Locarneser Adelsfamilien Muralto und Magoria in Gudo über grundherrliche Rechte. Das heutige Gotteshaus stammt von 1615.
Am 2. April 2017 schloss sich Gudo gleichzeitig mit den damaligen Gemeinden Camorino, Claro, Giubiasco, Gnosca, Gorduno, Moleno, Monte Carasso, Pianezzo, Preonzo, Sant’Antonio und Sementina der Gemeinde Bellinzona an. Gudo bildet aber nach wie vor eine eigenständige Bürgergemeinde.

## Bevölkerungsentwicklung
Einwohnerzahlen: Volkszählungsdaten

## Kultur
- Società Carnevale Gudese (Karnevalsverein)[7]

## Sport
- Associazione Calcio Audax Gudo[8]